# Plutos flyttkalas
Plutos flyttkalas (engelska: Pluto's Housewarming) är en amerikansk animerad kortfilm med Pluto från 1947.

## Handling
Pluto har flyttat in i en ny hundkoja, men den lugna stunden tar slut när han får ovälkomna gäster bestående av en sköldpadda och hunden Butch som gärna vill flytta in.

## Om filmen
Filmen hade svensk premiär den 8 december 1947 på Sture-Teatern i Stockholm och ingick i kortfilmsprogrammet Kalle Anka jubilerar tillsammans med Jan Långben som bildrulle, Kalle Ankas pippi från Sydpolen, Kalle Anka jagar räv, Jan Långben som skeppsredare och Scoutchefen Kalle Anka. Året därpå den 26 januari visades filmen som separat kortfilm på biografen Spegeln som också ligger i Stockholm.

## Rollista
- Pinto Colvig – Pluto[4]